# Ист-Лейк (озеро, Орегон)
Ист-Лейк — одно из озёр-близнецов, расположенных в кратере или кальдере Ньюберри в Центральном Орегоне, США. Площадь водного зеркала — 4,22 км² (1044 акров). Глубина достигает 54,6 м (180 футов). Высота над уровнем моря — 1945 м.
Озеро входит в состав территории Национального леса Дешут.
Форель была впервые запущена в озеро в 1912 году. В озере обитают ручьевая форель, радужная форель, кокани и атлантический лосось. В озере регулярно вылавливают ручьевую форель весом более 5 килограмм. Рекордный вес ручьевой форели в озере составляет 10,2 килограмма.
На озере имеется два кемпинга, а также курорт East Lake Resort.